# El águila descalza
El águila descalza és una pel·lícula mexicana del director mexicà Alfonso Arau estrenada en 1971. Va obtenir el Premi Ariel a la millor pel·lícula el 1972. Va ser la primera pel·lícula d'Alfonso Arau conté ja tots els trets que donaran significat a la carrera del director al cinema mexicà.

## Argument
Ponchito és un adult que viu amb la seva mare i llegeix còmics d'herois que utilitzen els seus poders per fer el bé. Això desferma la seva fantasia, es dissenya un vestit per ocultar la seva identitat i surt de nit amb la intenció de combatre el crim. Tanmateix és força maldestre i sovint aconsegueix el contrari del que es proposa. Però una nit és testimoni del segrest de l'amo de l'empresa on treballa, Don Carlos Martínez i la seva filla Sirene, a mans d'Englepass, un criminal estatunidenc ajudat de musculosos emmascarats.

## Repartiment
- Alfonso Arau... Poncho
- Ofelia Medina… Chona
- Christa Linder… Sirene

## Premis
La pel·lícula va guanyar diversos premis en la XIV edició dels Premis Ariel de 1972:
- Millor Pel·lícula (compartit amb Las puertas del paraíso)
- Millor Actor: Alfonso Arau
- Millor Argument: Alfonso Arau, Héctor Ortega i Pancho Córdoba
- Millor Adaptació: Emilio Carbadillo, Hector Ortega i Pancho Córdoba.